# Russell Simpson
Russell Simpson (Auckland, 22 de febrero de 1954) es un extenista profesional neozelandés. Su ranking más alto en su carrera fue el puesto 47, alcanzado el 18 de abril de 1983. En 1982 llegó a cuarta ronda de Wimbledon.